# Condado de Madison (Alabama)
O Condado de Madison (em inglês:  Madison County) é um dos 67 condados do estado norte-americano do Alabama. De acordo com o censo de 2022, sua população é de 403.565 habitantes. É o terceiro condado mais populoso do Alabama. A sede e maior cidade do condado é Huntsville. Foi fundado em 1808 e o seu nome é uma homenagem a James Madison, o quarto presidente dos Estados Unidos. 

## História
O condado foi estabelecido em 13 de dezembro de 1808 pelo governador do então Território do Mississippi. É reconhecido como o "local de nascimento" do estado do Alabama, que foi admitido à União em 14 de dezembro de 1819. Huntsville, sede do condado, foi designada como a primeira capital do estado recém formado.
Em grande parte de sua história, a economia do condado se baseou na agricultura, principalmente nas plantations de algodão, estabelecidas ao longo das terras altas. O condado de Madison chegou a ser um dos maiores produtores de algodão do estado, dependendo, consequentemente, da mão-de-obra escrava.
Após a Guerra de Secessão o cultivo de algodão manteve sua importância. A maior parte dos trabalhadores envolvidos no cultivo ainda era de origem afro-americana que, porém, agora trabalhavam como meeiros e inquilinos dos fazendeiros. No final do século XIX, as industrias têxtis se estabeleceram na região do condado; elas eram restritas aos trabalhadores brancos, de acordo com a aplicação das práticas segregacionistas das chamadas leis Jim Crow. Durante o início do século XX a economia continuou a ser preponderantemente agrícola, embora a indústria tenha expandido sua produção.
Durante a Segunda Guerra Mundial, o exército estabeleceu a Redstone Arsenal como um sítio de fabricação de armas químicas, atraindo indústrias correlatas ao condado. Após a guerra, a região se tornou um centro de desenvolvimento de novas armas e foguetes. Em 1950, um grupo de cientistas de foguetes alemães exilados, liderados por Wernher von Braun, veio de Fort Bliss, no Texas, para Redstone Arsenal com o intuito de conduzir pesquisas e desenvolver novos tipos de foguetes.

## Geografia
De acordo com o censo, sua área total é de 2110 km², destes sendo 2080 km² de terra e 30 km² de água.
A topografia das partes sul e leste do condado é dominada por pedaços esparsos do Platô de Cumberland, tal como a Keel Mountain, a Monte Sano Mountain e a Green Mountain. As porções norte e oeste são regiões planas.

### Condados adjacentes
- Condado de Lincoln (Tennessee), norte
- Condado de Franklin (Tennessee), nordeste
- Condado de Jackson, leste
- Condado de Marshall, sudeste
- Condado de Morgan, sudoeste
- Condado de Limestone, oeste

### Área de proteção nacional
- Refúgio Nacional de Vida Selvagem Wheeler (parte)

### Rios
- Rio Tennessee
- Rio Flint
- Rio Paint Rock

## Transportes

### Principais rodovias
- Interstate 565
- U.S. Highway 72
- U.S. Highway 231
- U.S. Highway 431
- State Route 53
- State Route 255

### Ferrovias
- Norfolk Southern Railway
- Huntsville and Madison County Railroad Authority

## Demografia
De acordo com o censo de 2022:
- População total: 403.565
- Densidade: 194 hab/km²
- Residências: 179.377
- Famílias: 156.305
- Composição da população:
  - Brancos: 68,8%
  - Negros: 24,8%
  - Nativos americanos e do Alaska: 0,8%
  - Asiáticos: 2,7%
  - Nativos havaianos e outros ilhotas do Pacífico: 0,1%
  - Duas ou mais raças: 2,9%
  - Hispânicos ou latinos: 5,5%

## Comunidades

### Cidades
- Huntsville (sede; parcialmente nos condados de Limestone e Morgan)
- Madison (parcialmente no condado de Limestone)
- New Hope
- Owens Cross Roads

### Vilas
- Gurley
- Triana

### Áreas censitárias
- Harvest
- Hazel Green
- Meridianville
- Moores Mill
- New Market
- Redstone Arsenal

### Comunidades não-incorporadas
- Big Cove
- Brownsboro
- Chase
- Hobbs Island
- Maysville
- Monrovia
- Moontown
- Plevna
- Rainbow
- Ryland
- Toney